# Wallace Reid
William Wallace Reid (ur. 15 kwietnia 1891 w Saint Louis, zm. 18 stycznia 1923 w Hollywood) – amerykański aktor, scenarzysta i reżyser filmowy.

## Filmografia
scenarzysta
- 1912: All for a Girl
- 1913: When Jim Returned

reżyser
- 1913: Retribution
- 1914: A Flash in the Dark
- 1917: Pogrzebany żywcem

aktor
- 1910: Feniks jako młody reporter
- 1913: In Love and War jako dziennikarz
- 1915: Narodziny narodu jako kowal Jeff
- 1919: Dolina gigantów jako Bryce Cardigan
- 1922: Trzynaście dni jako John Floyd

## Wyróżnienia
Posiada swoją gwiazdę na Hollywoodzkiej Alei Gwiazd.